# Caucaia
Caucaia, amtlich Município de Caucaia, ist eine Großstadt im Nordosten Brasiliens im Bundesstaat Ceará mit zum 1. Juli 2021 geschätzten 368.918 Einwohnern auf 1223 km² (255,4 EW/km²).
Das am 15. Oktober 1759 als Vila Nova de Soure gegründete Caucaia, den heutigen Namen erhielt die Stadt 1943, liegt 16,5 Kilometer westnordwestlich der Hauptstadt des Bundeslandes, Fortaleza. Sie ist Teil der Metropolregion Fortaleza und hat acht Distrikte: Caucaia, Bom Princípio, Catuana, Guararu, Jurema, Mirambé, Sítios Novos und Tucunduba.
In den nördlichen Stadtteilen gibt es mehrere Sand- und Badestrände. Die Stadt hat im Osten, Richtung Rio Ceará, einen größeren Botanischen Garten; es gibt einen Handelshafen und eine Reihe stehender Gewässer.

## Verkehr
Der ÖPNV in Caucaia ist seit 2021 kostenlos.